# 自由の刑
自由の刑（じゆうのけい）は、ジャン＝ポール・サルトルの哲学の概念。

## 概要
サルトルによると人間というのは、過去の自分から脱出して新しい自分となっていく存在であり、世界への関わり方を自ら選択して、自分自身をつくっていく存在であるとしている。サルトルはこのことを自由と呼ぶ。だが人間は自由であるということをやめることはできず、このことを人間は自由の刑に処されているとした。
サルトルは世界や存在には意味は無いとしており、だからこそ人間は根源的に自由ということであった。このように人間の根源的条件を考えたならば、それは同時に人間に大きな不安を与えるということでもあった。自分自身があらゆる行動の意味を決めなければならないからであった。そしてそこには絶対的な孤独と責任が伴っている。サルトルはこのような状況のことを自由の刑と表現していた。このような自由に耐えられなくなった人間は、自己欺瞞に陥ってしまうということであった。
道具というのは最初にこの世に存在したときから本質が定まっているものの、人間というのは存在している間は自ら主体的に自己の本質をつくっていく自由な存在である。サルトルは人間の本質を決定する神というものは存在しないとしており、自分の自由な意思で英雄にでも卑怯者にでもなれる自由な存在であるとする。だが人間というのは自由だからこそ自分一人だけでなく全人類に対して責任を負っているとして、その責任の重さは自由の刑であるとした。